# Medalla Marcos Moshinsky
La Medalla “Marcos Moshinsky” es otorgada anualmente por el Instituto de Física de la Universidad Nacional Autónoma de México (UNAM)  a un especialista de física teórica que haya contribuido al desarrollo de este campo en México a través de sus investigaciones o trabajos originales.

## Historia
El nombre de la medalla es en honor a Marcos Moshinsky, investigador de origen judío y ucraniano nacionalizado mexicano en 1942, que estudió en la UNAM y colaboró para el Instituto de Física a lo largo de su trayectoria profesional. El premio se instituyó en 1993 y se entrega anualmente a uno solo de los candidatos, quienes deben residir en México. 
Hecha en oro puro, la medalla en su anverso muestra el busto del doctor Marcos Moshinsky y en su reverso el escudo de la UNAM. Tiene un diámetro de 38 mm y un espesor de 2.8 mm, con un peso de 42 gr.

## Ganadores de la medalla
Los galardonados desde que este premio fue instituido han sido:
| - Octavio Castaños Garza en 1993. - François Alain Leyvraz Waltz en 1994. - José Luis Morán López en 1995. - Alejandro Frank Hoeflich en 1996. - Thomas Seligman Schurch en 1997. - Mariano López de Haro en 1998. - Kurt Bernardo Wolf Bogner en 1999. - Wolf Luis Mochán Backal en 2000. | - Peter Otto Hess en 2001. - Roelof Bijker en 2002. - Magdaleno Medina Noyola en 2003. - Daniel Sudarsky Saionz en 2004. - Pier A. Mello Picco en 2005. - Ignacio Luis Garzón Sosa en 2006. - Jorge Flores Valdés en 2007. - Jorge Daniel Carlos Cantó Illa en 2008. | - Alejandro Cristian Raga Rasmussen en 2009. - Estela Susana Lizano Soberón en 2010. - Jesús Dorantes en 2011. - Jorge Gustavo Hirsch Ganievich en 2012. - Gabriel López Castro en 2013. - Andrei Klimov en 2014. - Juan Faustino Aguilera Granja en 2015. - Gerardo García Naumis en 2016. - Felix M. Izrailev en 2017. - Alejandro Corichi en 2018. - Gabriel Merino Henández en 2019. - Dany Pierre Page Rollinet en 2020. - Héctor Manuel Moya Cessa en 2021. |